# Pierre Thierry
Pierre Thierry (* 31. Mai 2003 in Sérent) ist ein französischer Radrennfahrer, der auf der Straße aktiv ist.

## Sportlicher Werdegang
Nach dem Wechsel in die U23 fuhr Thierry zunächst 2022 und 2023 für die französische Renngemeinschaft Fybolia Morbihan. Bei seinem Etappenerfolg bei Kreiz Breizh Elites und dem Gewinn des Grand Prix de Plouay-Bretagne konnte er sich gegen Fahrer aus mehreren UCI Continental Team behaupten. Auf internationaler Ebene kamen ein zweiter Etappnplatz bei der Tour de Bretagne Cycliste und der dritte Platz bei Paris–Tours Espoirs dazu. Auf nationaler Ebene gewann er neben verschiedenen Eintagesrennen und Etappenerfolgen die Gesamtwertung der Boucle de l'Artois und der Route Vendéenne, bei den nationalen Meisterschaften wurde er Dritter im Einzelzeitfahren der U23.
Zur Saison 2024 wurde Thierry zunächst Mitglied im neu gegründeten Development Team von Arkéa-B&B Hotels, um zur folgenden Saison in das UCI WorldTeam aufzusteigen. Zum 1. September 2024 wurde er vorzeitig in das WorldTeam übernommen.

## Erfolge
2022
- Nachwuchswertung Kreiz Breizh Elites

2023
- Grand Prix de Plouay-Bretagne
- eine Etappe und Nachwuchswertung Kreiz Breizh Elites